# Spazio T0
In matematica, e più precisamente in topologia, uno spazio T0 o di Kolmogorov è uno spazio topologico che soddisfa il seguente assioma di separazione:
Per ogni coppia di punti distinti x e y esiste almeno un aperto che contenga uno di questi e non l'altro. 

## Il primo assioma
L'assioma T0 è il più semplice assioma di separazione, generalmente assunto in ogni spazio topologico. Equivale a chiedere che la topologia arrivi a "distinguere" i punti. Se uno spazio non soddisfa questo assioma, esiste un suo quoziente canonico che lo soddisfa, detto quoziente di Kolmogorov, ottenuto identificando fra loro i punti indistinguibili.
Più formalmente, dato uno spazio topologico X definiamo una relazione di equivalenza dicendo che due punti sono equivalenti se non esiste nessun aperto che li separi (cioè che contenga uno e non l'altro). Il quoziente rispetto a questa relazione è uno spazio T0, ed è lo spazio di Kolmogorov. 
Ci sono numerosi esempi di questo procedimento in analisi e in geometria. Tra questi,
ogni Spazio Lp è definito quozientando lo spazio delle funzioni misurabili: due tali funzioni sono equivalenti se coincidono fuori di un insieme di misura nulla.

## Esempi
- La topologia cofinita è T0 ma non di Hausdorff se lo spazio è infinito.
- La retta avente come aperti tutte le semirette x>d al variare di d fra i numeri reali è T0 ma non T1.